# Hadramaut

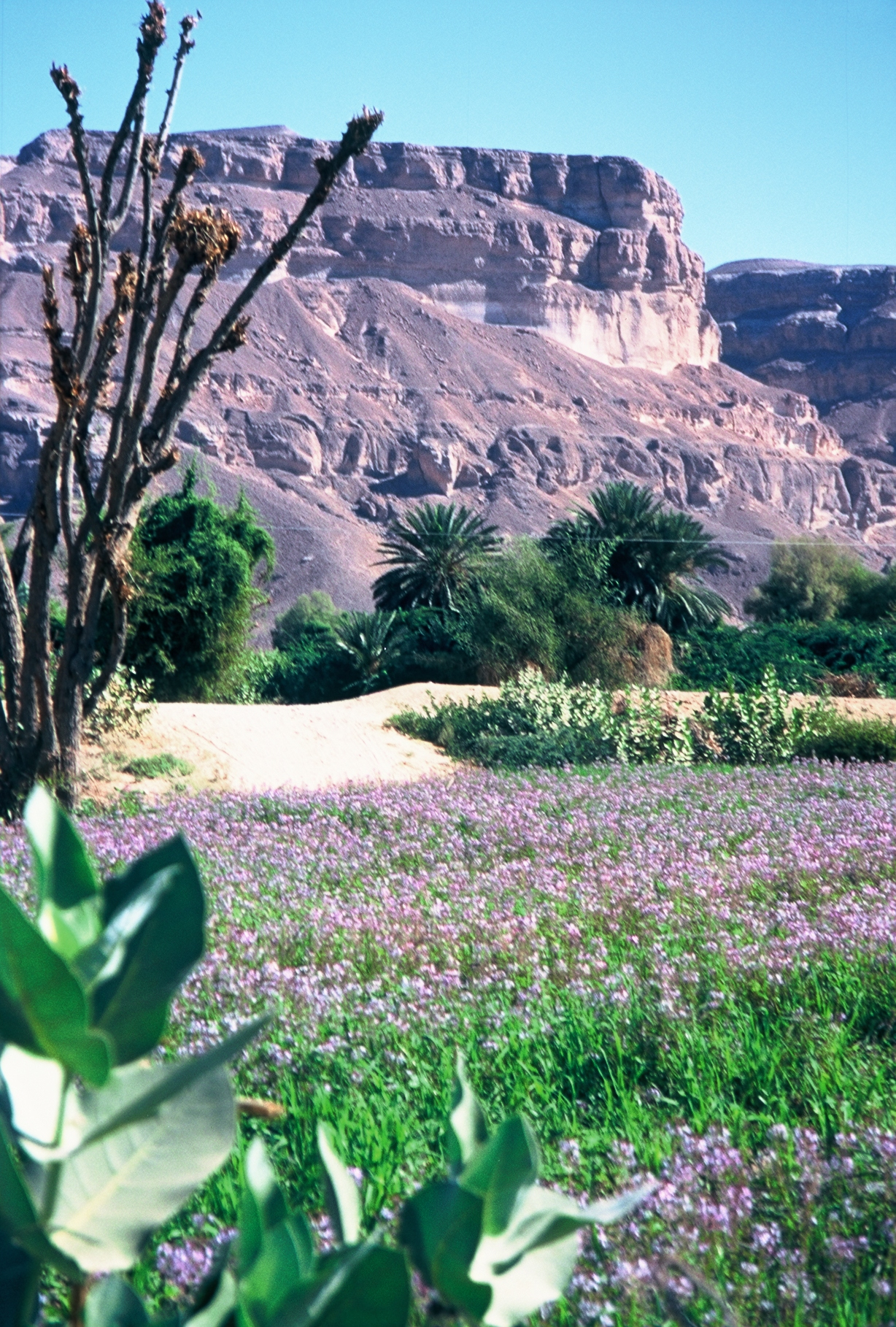
Gegend in der Nähe von Seyun innerhalb des Hadramaut-Tales

Die Region Hadramaut (arabisch حضرموت, DMG Ḥaḍramaut) liegt im Osten der Republik Jemen und wird im Süden durch den Golf von Aden, im Osten durch Oman und im Norden durch die Wüste Rub al-Chali begrenzt. Neben der Küstenebene, mit al-Mukalla und asch-Schihr als größten Städten, gehört eine wüstenartige Hochebene im Hinterland zum Gebiet, die von einem fruchtbaren zusammenhängenden Talsystem durchschnitten ist, dem Wadi Hadramaut mit seinen Nebentälern. In diesem Tal sind Seyun, Tarim und al-Qotn die größten Orte; das kleine Schibam ist wegen seiner einzigartigen Altstadt berühmt (Weltkulturerbe).
Wirtschaftlich lebt die Region vor allem vom Anbau und Export von Tabak, Datteln, Weizen und Kaffee.

## Geschichte
Seit dem 2. Jahrtausend v. Chr. war der Hadramaut ein wichtiges Zentrum der südarabischen Zivilisation. Während von den Küstenstädten ein weitreichender Seehandel über den Indischen Ozean betrieben wurde, gewann das Binnenland seine Bedeutung durch den Anbau und den Handel von Weihrauch. Hier begann die Weihrauchstraße, die über Ma'rib und den Hedschas bis nach Palästina führte. Hauptort des antiken Reiches Hadramaut war Schabwa. Die Bewohner des Hadramaut hießen in der Antike Chatramotiten, Chatramiten oder Adramiten.
Hadramaut entspricht dem biblischen Hazarmawet, der in der Bibel (Gen 10,26  und 1 Chr 1,20 ) als Sohn Joktans Erwähnung findet.
Im 7. Jahrhundert wurde das Land islamisiert, im 19. Jahrhundert kam es mit dem Südjemen unter britische Herrschaft. Seit 1990 ist der Hadramaut mit der Republik Jemen vereinigt. Als erster Europäer bereiste Adolph von Wrede dieses Gebiet.

## Die hadramitischen Netzwerke im Indischen Ozean
Die Bewohner des Hadramaut, die Hadramis, haben eine lange Handelstradition und sind als Seefahrer und Händler im ganzen Indischen Ozean präsent. Familien mit Wurzeln im Hadramaut finden sich in Indien, im Malaiischen Archipel und Ostafrika, von wo aus sie rege Kontakte zur alten Heimat pflegen, oft trotz mehreren Jahrhunderten in der Diaspora. Ein wichtiges Mittel zur Aufrechterhaltung dieser Kontakte ist die alljährliche Wallfahrt zum Grab des Propheten Hūd, die außerhalb von Hadramaut und der Hadramaut-Diaspora kaum bekannt ist und die sehr zur Identität der Hadramis in aller Welt beiträgt. Eine wichtige Rolle innerhalb des Netzwerks der Hadramis spielt außerdem die Tarīqa ʿAlawīya.
Darüber hinaus stellte der Hadramaut für die Hadramis auch immer ein wichtiges Gelehrtenzentrum dar. 1878/79 gründete der ʿAlawī-Saiyid ʿAlī ibn Muhammad al-Hibschī (1843–1915) in Sai'ūn die Moscheeschule ar-Riyād, die von zahlreichen Hadramis aus aller Welt besucht wurde. Sie diente als Modell für die gleichnamige Schule, die 1901 der Gelehrte Habīb Sālih (1844–1935) in Lamu gründete, sowie für die Bā-Kathīr-Madrasa von ʿAbdallāh Bā Kathīr al-Kindī in Sansibar, die 1909 ihren Betrieb aufnahm.